# كولن كامبل (سياسي كندي، مواليد 1901)
كولن كامبل هو مهندس معادن ‏ ومهندس وسياسي كندي، ولد في 17 يناير 1901 في Shedden, Elgin County, Ontario ‏ في كندا، وتوفي في 25 ديسمبر 1978. نشط حزبياً في الحزب الليبرالي الكندي. وقد انتخب عضو برلمان مقاطعة أونتاريو وانتخب عضو مجلس العموم الكندي عن دائرة Frontenac—Addington (federal electoral district) ‏ (24 سبتمبر 1934 – 11 أغسطس 1937).